# Гордин, Яков Михайлович
Яков Михайлович Гордин (идиш יעקבֿ גאָרדין‎ — Янкев Гордин; 1 мая 1853, Миргород, Полтавская губерния — 11 июня 1909, Нью-Йорк, Нью-Йорк) — известный еврейский писатель, прозаик, драматург; псевдонимы Яков Михайлович, Ян, Иван Колючий.

## Биография
Родился в Миргороде Полтавской губернии (ныне — Полтавская область Украины). В 17 лет начал писать на русском языке в разных провинциальных газетах, позже — в петербургском журнале «Неделя», где поместил целый ряд рассказов из жизни сектантов-штундистов и из еврейского быта.
Гордин был под сильным влиянием религиозного учения Толстого. В 1880 году им основано «духовно-библейское братство», ставившее себе целью реформировать еврейство на «толстовских» началах; преследуемое царским правительством за «вредный образ мыслей», «братство» это прекратило своё существование, а Гордин был вынужден уехать в Америку, где и отдался всецело еврейской драматургии.
Гордин написал свыше 70 пьес. В своих пьесах Гордин культивировал искусство народной «поговорки», «красного словца» или народной шутки; юмором этой «поговорки» и исчерпывается жизненность его драм. В отношении театральной техники Гордин применял обычные приёмы ранних драматургов-натуралистов, достигая значительной сценичности.
Гордин сыграл большую роль в истории еврейской драмы и театра: он вытеснил из еврейского репертуара господствовавший до него лубочный жанр «исторических оперетт». Эти оперетты писались на исковерканном еврейском языке (с примесью множества немецких слов); Гордин очистил еврейскую пьесу от этих наносных слов и ввёл в неё живой разговорный еврейский язык, простой и лёгкий; он поднял авторитет еврейского театра, привлёк к нему внимание широких еврейских масс и интеллигенции.
На русской сцене особенно большим успехом в своё время пользовалась его пьеса «За океаном»; также часто ставились — «Миреле Эфрос», «Хася сиротка» и другие.
Пьесы Якова Гордина стали основой для первых еврейских фильмов, снятых на первых еврейских киностудиях, созданных Мордко Товбиным.